# Liste der Monuments historiques in Baigneux-les-Juifs
Die Liste der Monuments historiques in Baigneux-les-Juifs führt die Monuments historiques in der französischen Gemeinde Baigneux-les-Juifs auf.

## Liste der Immobilien
| Bezeichnung          | Beschreibung           | Standort               | Kennzeichnung | Schutzstatus | Datum | Bild           |
| -------------------- | ---------------------- | ---------------------- | ------------- | ------------ | ----- | -------------- |
| Wegekreuz            | Stein, 15. Jahrhundert | Rue de l’Eglise (Lage) | PA00112093    | Classé       | 1927  | weitere Bilder |
| Kirche Ste-Madeleine | ab dem 14. Jahrhundert | Rue de l’Eglise (Lage) | PA00112094    | Inscrit      | 1947  | weitere Bilder |

## Liste der Objekte
| Bezeichnung                                            | Beschreibung                     | Standort                           | Kennzeichnung | Schutzstatus | Datum | Bild |
| ------------------------------------------------------ | -------------------------------- | ---------------------------------- | ------------- | ------------ | ----- | ---- |
| Grabstein für Jean-Claude Legrand und Bénigne Chassier | Stein, bezeichnet 1478           | in der Kirche Ste-Madeleine (Lage) | PM21000161    | Classé       | 1925  |      |
| Kruzifix                                               | Stein, um 1300                   | in der Kirche Ste-Madeleine (Lage) | PM21000162    | Classé       | 1976  |      |
| Banner der kommunalen Blaskapelle                      | Stoff, bestickt, bezeichnet 1880 | in der Mairie (Lage)               | PM21004163    | Inscrit      | 1995  |      |
| Taktstock                                              | Holz, Metall, versilber, 1880    | in der Mairie (Lage)               | PM21004164    | Inscrit      | 1995  |      |